# Kelvin Harmon
Kelvin Harmon (Monrovia, 15 settembre 1995) è un giocatore di football americano liberiano che milita nel ruolo di wide receiver per i Dallas Cowboys della National Football League (NFL).

## Carriera

### Washington Redskins/Football Team
Harmon fu scelto nel corso del sesto giro (206º assoluto) del Draft NFL 2019 dai Washington Redskins. Debuttò nel primo turno contro i Philadelphia Eagles ricevendo 2 passaggi per 31 yard dal quarterback Case Keenum. La sua stagione da rookie si concluse con 30 ricezioni per 365 yard disputando tutte le 16 partite, la metà delle quali come titolare.